# Nova-C
Nova-C est un atterrisseur développé par la société Intuitive Machines pour déposer des charges utiles à la surface de la Lune dans le cadre du programme Artemis de l'agence spatiale américaine, la NASA. Le développement de l'engin spatial ainsi que le lancement et la dépose de la charge utile sont l'entière responsabilité d'Intuitive Machines dans le cadre du programme Commercial Lunar Payload Services (CLPS). Ce dernier est mis en place par la NASA pour sous-traiter la logistique lunaire lourde associée à son projet d'installation d'une base semi-permanente à la surface de la Lune et réduire ainsi son coût. Nova-C est un engin pouvant emporter une charge utile de 100 kg. En 2016 la NASA a sélectionné l'atterrisseur pour deux missions, qui devaient se dérouler en 2023 et emporter notamment des instruments développés pour l'agence spatiale.

## Intuitive Machines

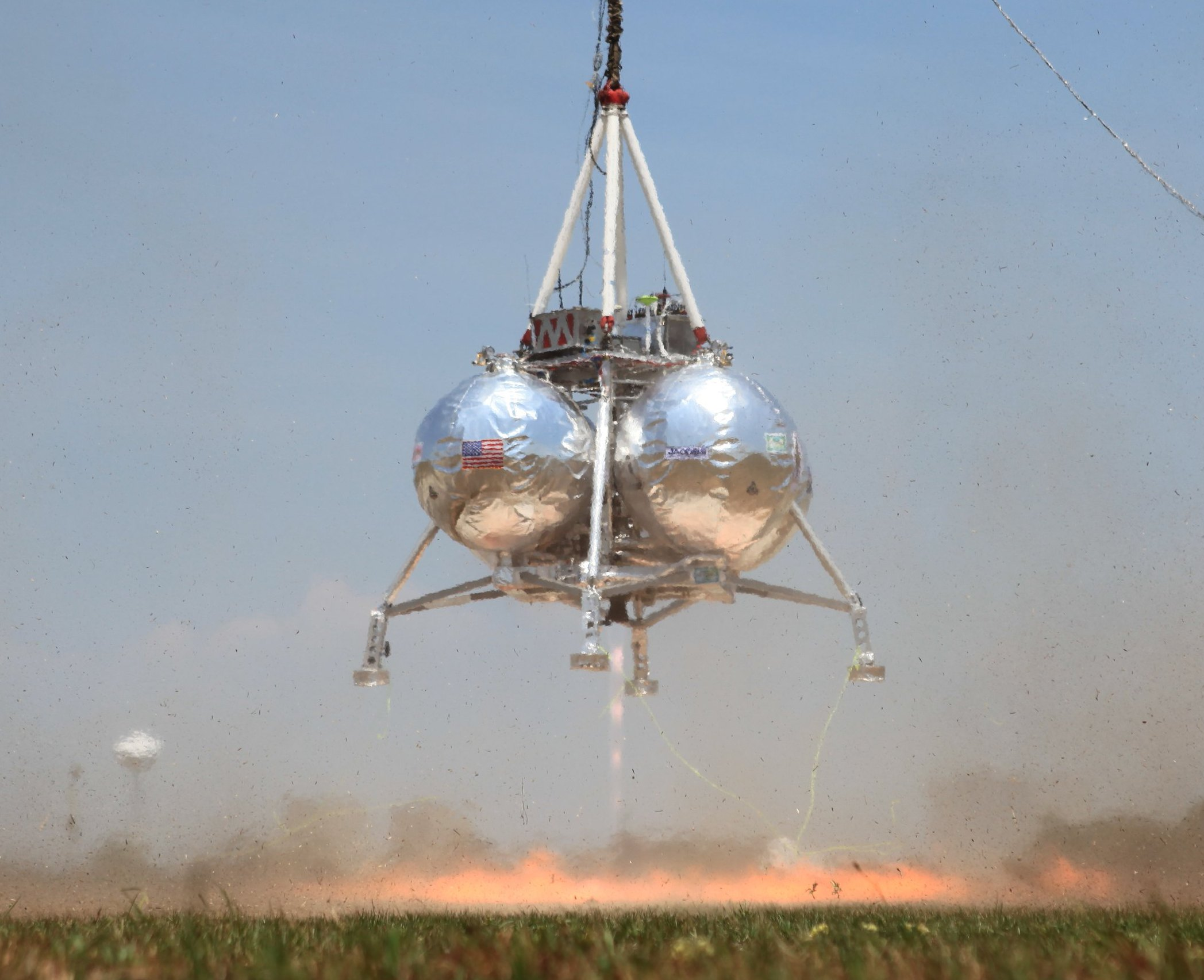
Test d'un atterrisseur du projet Morpheus.

Intuitive Machines est une société créée en 2013 à Houston (Texas) par un ancien directeur technique du Centre spatial Johnson (établissement de la NASA). En 2018, alors que la société compte 100 personnes, elle entame le développement de l'atterrisseur lunaire Nova-C aux caractéristiques techniques largement héritées des prototypes de la NASA développés dans le cadre des projets M et Morpheus. Ces projets avaient pour objectifs de mettre au point de nouvelles technologies pour l'atterrissage sur la Lune : moteur brûlant un mélange d'oxygène liquide et de méthane liquide, atterrissage de précision et détection d'obstacles en surface. Pour abaisser les coûts, Intuitive Machines fabrique en interne les principaux composants (notamment la chambre de combustion du moteur-fusée utilisé pour atterrir sur la Lune) et achète sur rayon les autres composants (vannes, caméras,…),.

## Contexte: le programme Artemis
L'agence spatiale américaine développe dans les années 2010 un programme dont l'objectif final est d'installer un avant-poste semi-permanent à la surface de la Lune occupé par des astronautes qui seront notamment chargés de mettre au point de nouvelles technologies permettant en cible de lancer une mission vers Mars. À l'initiative de l’exécutif américain, le planning des missions est accéléré en 2019 avec un objectif de première dépose d'un équipage dès 2024. L'ensemble du projet est baptisé programme Artemis. Avant de faire atterrir des hommes dans la région du pôle sud lunaire, la NASA veut lancer plusieurs missions robotiques ayant pour objectif d'effectuer une première reconnaissance. Ces missions doivent notamment étudier les caractéristiques de la glace d'eau présente, raison de la sélection du pôle sud. Les autres objectifs sont l'étude de la géologie lunaire et de l'environnement pour préparer les premières missions avec équipage. Ces missions robotiques se poursuivront après le premier atterrissage d'un équipage sur le sol lunaire. En 2018, l'agence spatiale décide de confier la dépose de missions robotiques sur la surface lunaire à des sociétés privées dans le cadre d'un programme baptisé Commercial Lunar Payload Services à l'image de ce qui a été fait pour le ravitaillement et la relève des équipages de la Station spatiale internationale (programmes COTS et CCDeV). L'objectif de cette démarche est de réduire les coûts de l'exploration de la Lune (l'objectif est d'obtenir un coût d'un million US$ pour l'envoi d'un kilogramme de charge utile à la surface de la Lune) et d'accélérer les missions de retour d'échantillons et de prospection de ressources ainsi que de promouvoir l'innovation et la croissance des sociétés commerciales du secteur.

## Sélection de Nova-C
Après avoir soumis un cahier des charges provisoire en septembre 2018, la NASA sélectionne en novembre neuf sociétés susceptibles de répondre à l'appel d'offres définitif qui a été lancé courant 2018. Le programme dispose d'un budget de 2,6 milliards US $ sur les dix prochaines années. Les sociétés pré-sélectionnées comprennent notamment la société Intuitive Machines qui propose son atterrisseur Nova-C. En juin 2019, l'agence spatiale attribue le développement d'un atterrisseur lunaire à trois sociétés : Astrobotic Technology, Intuitive Machines et OrbitBeyond (en). Celles-ci vont recevoir 250 millions US$.

## Caractéristiques techniques

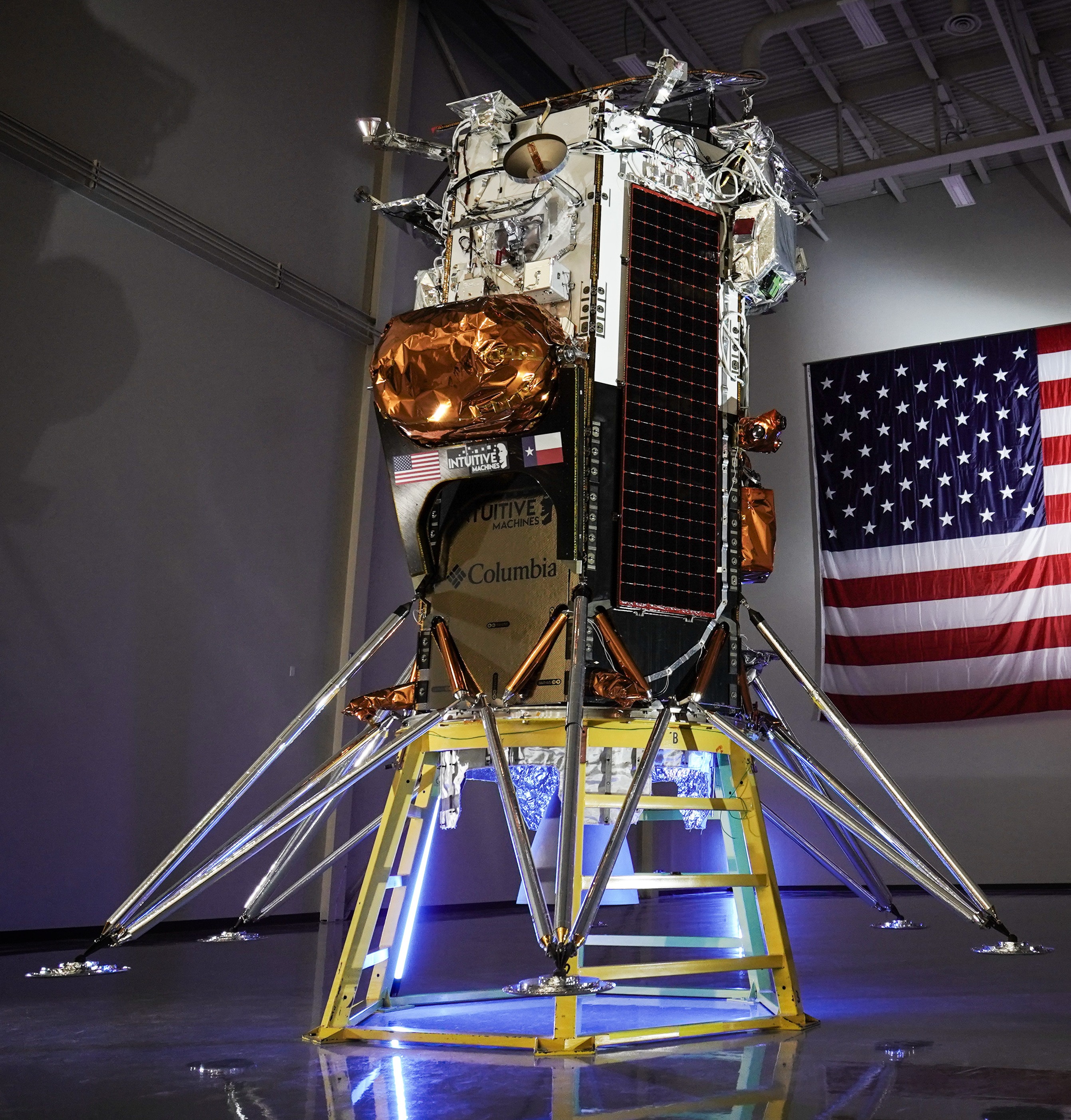
L'atterrisseur utilisé pour sa première mission IM-1.

Nova-C est un petit atterrisseur de 1 908 kilogrammes avec ses ergols, haut de 3,94 mètres, avec une section de 2,19 × 2,385 mètres. Il est capable de déposer 100 kg de charge utile. Il est conçu pour survivre durant une journée lunaire. L'énergie est fournie par trois panneaux solaires fixes montés sur le corps de l'engin qui produisent en pic 788 watts qui sont stockés dans trois batteries lithium-ion ayant une capacité totale de 1 554 Wh. La propulsion principale est un moteur-fusée unique VR900 (poussée unitaire 4 000 newtons) brûlant un mélange de méthane et d'oxygène liquide, héritage d'un développement effectué par la NASA (projet Morpheus). L'engin spatial est stabilisé sur trois axes et son système de contrôle d'attitude comprend un viseur d'étoiles, des capteurs solaires et une centrale à inertie. Les corrections d'orientation sont réalisées par des propulseurs à gaz froid redondant utilisant de l'hélium sous pression. La masse à vide de Nova-C est de 624 kg. Il emporte au maximum 845 kg de méthane liquide, 422 kg d'oxygène liquide et 17 kg d'hélium stocké sous une pression de 41 bars. Les communications avec la Terre sont assurées en bande X avec un débit compris entre 250 kilobits et 6 mégabits par seconde via une antenne grand gain et plusieurs antennes à faible gain.

## Missions réalisées ou planifiées
Début 2025, la NASA avait attribué quatre missions dont la première a été effectuée avec un demi-succès en 2024 et deux autres sont  programmées en 2025.

### Mission IM-1
La première mission Intuitive Machines Mission 1 (IM-1), attribuée par la NASA en mai 2019 pour un montant de 77 millions US$, est planifiée pour le 15 novembre 2023. Placée en orbite par une fusée Falcon 9, elle doit transporter cinq charges utiles de la NASA ainsi que des charges utiles d'autres clients. L'engin spatial doit atterrir au niveau de la latitude 20° entre Mare Serenitatis et Mare Crisium. Le lancement a eu lieu le 15 février 2024 et la durée de la mission est de 14 jours,. Malgré une reconfiguration de dernière minute et des problèmes pour rétablir les communications à la suite de l'atterrissage, l'engin, baptisé Odysseus, s'est posé le 22 février 2024, faisant d'Intuitive Machines la première entreprise privée à réussir un alunissage. L'appareil semble cependant avoir basculé sur son coté et reste fonctionnel. 

### Mission IM-2 (février 2025)
La deuxième mission Intuitive Machines 2, IM-2, est attribuée par la NASA en octobre 2020 pour un montant de 47 millions US$. Elle est initialement prévue en décembre 2022  mais est par la suite planifiée au premier trimestre 2025. Elle doit transporter au pôle Sud de la Lune la foreuse et le spectromètre de masse qui seront installés sur l'astromobile VIPER pour s'assurer que ces deux équipements fonctionnent correctement en environnement réel.

### Mission IM-3 (2026)
La troisième mission Intuitive Machines 3, IM-3, est attribuée par la NASA en novembre 2021 pour un montant de 77,5 millions US$. Elle est initialement planifiée pour le 1er trimestre 2024 mais pourrait voler en 2026. Elle doit transporter sur le site lunaire de Reiner Gamma 92 kilogrammes d'instruments dont MoonLIGHT, un rétro-réflecteur laser fourni par l'Agence spatiale européenne.

### Mission IM-4 (2027)
La quatrième mission Intuitive Machines 4, IM-4, est attribuée par la NASA en aout 2024 pour un montant de 116,9 millions de dollars. Elle doit déposer sur le sol lunaire près du cratère Malapert A, situé au pôle sud sur la face cachée de la Lune,  six expériences scientifiques. La mission est programmée pour 2027. Les instruments d'une masse totale de 79 kilogrammes comprennent :
- une expérience de biologie  Lunar Explorer Instrument for Space Biology Applications visant à mesurer les effets de la gravité lunaire et des radiations
- une suite instrumentale  Package for Resource Observation and In-Situ Prospecting for Exploration, Characterization and Testing formé par une foreuse permettant de prélever un échantillon de sol à 1 mètre de profondeur et un mini laboratoire capable d'identifier les volatiles présents (fourni par l'Agence spatiale européenne)
- un rétro-réflecteur laser
- une expérience Surface Exosphere Alterations by Landers destinée à mesurer les altérations thermiques, physiques et chimiques du régolithe ainsi que les contaminations de celui-ci provoqués par l'atterrissage pour évaluer l'impact sur les caractéristiques d'un échantillon de sol prélevé à proximité
- un magnétomètre fluxgate utilisé pour caractériser le cheminement de l'énergie et des particules à la surface de la Lune
- un radiomètre imageur infrarouge Lunar Compact Infrared Imaging System qui doit permettre de mesurer la composition de la surface, cartographier la distribution des températures et évaluer les capacités de ce type d'instrument pour détecter les ressources lunaires.